# Ferdinando Acton

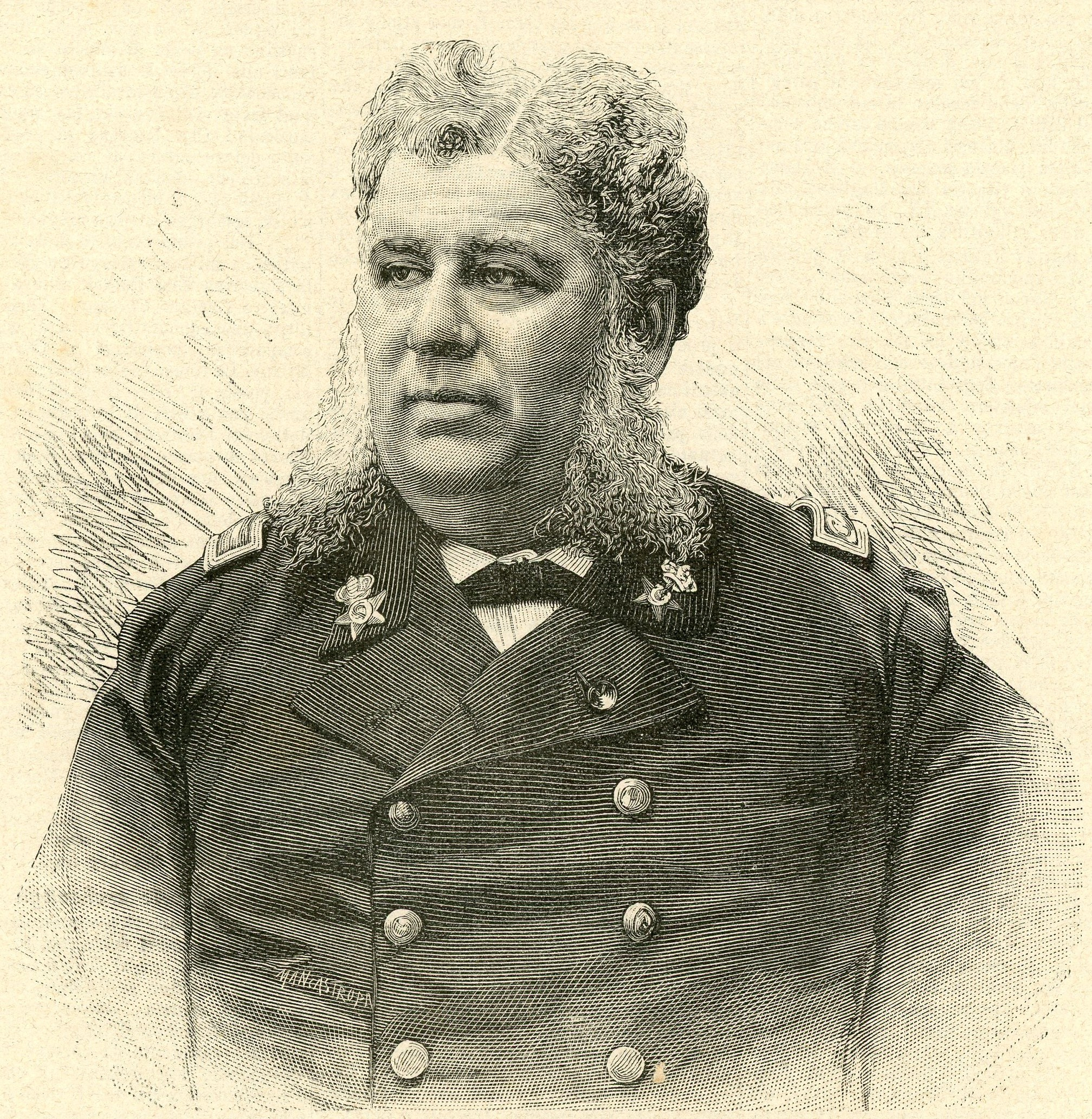
Ferdinando Acton

Ferdinando Acton (* 16. Juli 1832 in Neapel; † 18. Februar 1891 in Rom) war ein italienischer Admiral und Politiker. Unter den Ministerpräsidenten Benedetto Cairoli und Agostino Depretis war er Marineminister sowie mehrmals kurzfristig Kriegsminister ad interim.

## Leben
Acton entstammte einer englischen Adelsfamilie, die zunächst in die Toskana und dann nach Neapel ausgewandert war. Sein Vater Carlo war wie auch sein Großvater John Acton Admiral der Marine des Königreichs beider Sizilien. Ferdinando besuchte nach der Schule die Marineakademie in Neapel und wurde 1849 Leutnant zur See. Von 1879 bis 1883 schuf Ferdinando Acton als italienischer Marineminister die Grundlagen für den Bau des Flottenstützpunktes in Tarent und des dazugehörigen Marinearsenals. Diese 90 Hektar große Anlage wurde am 22. Mai 1887 in Betrieb genommen. 
Ferdinando Acton wurde 1867 in den Reihen der „historischen Rechten“ in die Abgeordnetenkammer gewählt und konnte seinen Sitz bei den Wahlen 1870 verteidigen. 1880 wurde er zum Senator ernannt.
Sein Sohn Alfredo trat in seine Fußstapfen und wurde ebenfalls Admiral. 1917 befehligte er die britisch-italienischen Marineeinheiten während des Seegefechts in der Straße von Otranto.